# Doagh
Doagh (Iers: Dumhach) is een plaats in het Noord-Ierse County Antrim.
Doagh telt 1119 inwoners. Van de bevolking is 94,2% protestant en 1,7% katholiek.